# Wyspy Oceanu Indyjskiego
Poniższy artykuł zawiera listę wysp i archipelagów na Oceanie Indyjskim. W nawiasie podana jest  przynależność polityczna wysp, a następnie wymieniono: liczbę wysp (w tym: zamieszkanych), powierzchnię, długość linii brzegowej, liczbę mieszkańców, najwyższy szczyt i przybliżone współrzędne geograficzne.

## Wschodnia część Oceanu Indyjskiego
(z północy na południe)
- Andamany (Indie) – archipelag 576 wysp (w tym: 26 zamieszkanych), pow. 6408 km², 343 125 mieszkańców (2011 r.), Saddle Peak: 732 m n.p.m., 12°30′N 92°45′E/12,500000 92,750000
- Mergui (Birma) – archipelag 804 wysp, pow. 3500 km², Pico French Bay: 767 m n.p.m., 12°00′N 98°00′E/12,000000 98,000000
- Phuket (Tajlandia) – wyspa na Morzu Andamańskim, pow. 543 km², 321 802 mieszkańców (2007 r.), Mai Tha Sip Song: 529 m n.p.m., 7°57′N 98°20′E/7,950000 98,333333
- Nikobary (Indie) – archipelag 22 wysp (w tym: 13 zamieszkanych), pow. 1841 km², 36 842 mieszkańców (2011 r.), Mount Thullier: 642 m n.p.m., 7°52′N 93°30′E/7,866667 93,500000
- Wyspy Phi Phi (Tajlandia) – grupa 6 wysp, pow. 36 km²; 3000 mieszkańców (2013 r.), maksymalna wys.: 314 m n.p.m., 7°44′N 98°46′E/7,733333 98,766667
- Cejlon (Sri Lanka) – druga co do wielkości wyspa Oceanu Indyjskiego, pow. 65 268 km², 20 277 597 mieszkańców (2012 r.), Pidurutalagala: 2524 m n.p.m., 7°30′N 80°45′E/7,500000 80,750000
- Langkawi (Malezja) – archipelag 105 wysp (w tym: 4 zamieszkanych), pow. 478,5 km²; 99 000 mieszkańców, Gunung Raya: 890 m n.p.m., 6°21′N 99°48′E/6,350000 99,800000
- Penang (Malezja) – wyspa u wybrzeży Półwyspu Malajskiego, pow. 295 km², 750 000 mieszkańców (2010 r.), Western Hill: 833 m n.p.m., 5°24′N 100°14′E/5,400000 100,233333
- Simeulue (Indonezja) – wyspa w pobliżu Sumatry, pow. 1754,1 km²; linia brzegowa: 381,5 km; 82 100 mieszkańców (2007 r.), maksymalna wys.: 567 m n.p.m., 2°32′N 95°56′E/2,533333 95,933333
- Wyspy Mentawai (Indonezja) – archipelag 70 wysp, pow. 6700 km², 77 376 mieszkańców (2010 r.), maksymalna wys.: 468 m n.p.m., 2°11′N 99°39′E/2,183333 99,650000
- Nias (Indonezja) – wyspa u wybrzeży Sumatry, pow. 5625 km², 788 132 mieszkańców (2014 r.), maksymalna wys.: 800 m n.p.m., 1°12′N 97°36′E/1,200000 97,600000
- Wyspa Bożego Narodzenia (Australia) – wyspa położona na południe od Jawy, pow. 135 km², linia brzegowa: 139 km, 1496 mieszkańców (2010 r.), Murray Hill: 361 m n.p.m., 10°28′S 105°37′E/-10,466667 105,616667
- Wyspy Kokosowe (Australia) – grupa 2 atoli koralowych (27 wysp i wysepek, w tym: 2 zamieszkane), pow. 14,4 km²; linia brzegowa: 26 km, 596 mieszkańców (2010 r.), maksymalna wys.: 4,9 m n.p.m.; 12°04′S 96°52′E/-12,066667 96,866667
- Wyspy Ashmore i Cartiera (Australia) – grupa 4 wysepek, pow. 131,5 ha; linia brzegowa: 74,1 km; niezamieszkana, maksymalna wys.: 3 m n.p.m.; 12°15′S 123°02′E/-12,250000 123,033333

## Zachodnia część Oceanu Indyjskiego
(z północy na południe)
- Sokotra (Jemen) – archipelag 4 wysp i wysepek (w tym: Sokotra i 2 inne zamieszkane), pow. 3796 km², 42 842 mieszkańców (2004 r.), MĀI point: 1503 m n.p.m.; 12°31′N 53°55′E/12,516667 53,916667
- Lakszadiwy (Indie) – archipelag 39 wysp i wysepek (w tym: 11 zamieszkanych), pow. 32 km², 64 473 mieszkańców (2011 r.), 10°34′N 72°38′E/10,566667 72,633333
- Malediwy (Malediwy) – archipelag 1300 wysepek (w tym: 202 zamieszkanych), pow. 298 km², linia brzegowa: 644 km, 396 334 mieszkańców (2009 r.), maksymalna wys.: 2 m n.p.m., 3°15′N 73°00′E/3,250000 73,000000
- Seszele (Seszele) – archipelag 116 wysp i wysepek (w tym: 33 zamieszkane), pow. 459 km²; linia brzegowa: 491 km; 92 000 mieszkańców (2012 r.), Morne Seychellois: 905 m n.p.m.; 4°30′S 55°34′E/-4,500000 55,566667
- Pemba (Tanzania) – wyspa u wybrzeży Tanzanii, pow. 988 km², 406 848 mieszkańców (2012 r.), maksymalna wys.: 50 m n.p.m., 5°10′S 39°47′E/-5,166667 39,783333
- Amiranty (Seszele) – archipelag 150 wysp i wysepek (w tym: 1 zamieszkana), pow. 10,3 km², 200 mieszkańców (2000 r.), maksymalna wys.: 9 m n.p.m., 5°22′S 53°20′E/-5,366667 53,333333
- Wyspy Czagos (Wielka Brytania) – archipelag 64 wysp i wysepek (w tym: 1 zamieszkana), pow. 63,17 km²; linia brzegowa: 698 km, 3000 mieszkańców (2014 r.), maksymalna wys.: 15 m n.p.m., 6°00′S 71°30′E/-6,000000 71,500000
- Zanzibar (Tanzania) – archipelag 40 wysp i wysepek (w tym: 6 zamieszkanych), pow. 1666 km², 896 721 mieszkańców (2012 r.), Masingini: 135 m n.p.m., 6°09′S 39°20′E/-6,150000 39,333333
- Mafia (Tanzania) – archipelag 5 wysp i wysepek (w tym: 2 zamieszkane), pow. 518 km², 40 801 mieszkańców (2002 r.), maksymalna wys.: 53 m n.p.m., 7°51′S 39°47′E/-7,850000 39,783333
- Providence (Seszele) – atol złożony z 2 wysp (w tym: 1 zamieszkana), pow. 1,5 km²; 6 mieszkańców, 9°24′S 51°03′E/-9,400000 51,050000
- Aldabra (Seszele) – archipelag 66 wysp i wysepek (w tym: 1 zamieszkana), pow. 175,33 km²; 7 mieszkańców, 9°42′S 47°03′E/-9,700000 47,050000
- Agalega (Seszele) – grupa 2 zamieszkanych wysp, pow. 26 km², 289 mieszkańców (2011 r.), Montagne d'Emmerez: 15 m n.p.m., 10°26′S 56°39′E/-10,433333 56,650000
- Komory (Komory/Francja)
- Madagaskar
- Bassas da India (Francja)
- Europa (Francja)
- Wyspy Glorieuses (Francja)
- Juan de Nova (Francja)
- Tromelin (Francja)
- Maskareny
  - Reunion (Francja)
  - Mauritius (Mauritius)
  - Rodrigues (Mauritius)

## Południowa część Oceanu Indyjskiego
(z zachodu na wschód)
- Wyspy Księcia Edwarda (RPA)
- Wyspy Crozeta (Francja)
- Amsterdam (Francja)
- Wyspa Świętego Pawła (Ocean Indyjski) (Francja)
- Wyspy Kerguelena (Francja)
- Wyspy Heard i McDonalda (Australia)